# The Hottie & the Nottie – Liebe auf den zweiten Blick
The Hottie & the Nottie – Liebe auf den zweiten Blick (Originaltitel: The Hottie & the Nottie) ist eine US-amerikanische Komödie des Regisseurs Tom Putnam aus dem Jahr 2008. Die Erstaufführung fand am 8. Februar 2008 in US-amerikanischen Kinos statt.

## Handlung
Nachdem Nate von seiner Freundin verlassen wurde, erinnert er sich an seine erste Liebe Cristabel aus der ersten Klasse, die er damals wegen seines Umzuges von Los Angeles nach Maine verlassen musste. Mit Hilfe seines alten Schulfreundes Arno kann er die stark umschwärmte Cristabel treffen. Sie hat aber am Ende der Schulzeit geschworen, erst wieder Sex zu haben, wenn ihre unattraktive Freundin June ihren Traummann gefunden hat.
Mit Geld und Schnaps kann Nate einen Mann dazu bringen, während einer Doppelverabredung (als „Cole Slawsen“) Interesse an June zu zeigen. June wirft Nate ausschließliches Interesse an Cristabel vor, lässt sich aber von ihm einen Anstoß zu Schönheitsbehandlungen geben. Cristabel ist an Nate interessiert, will aber ihren Schwur halten. Mit Hypnose bringt Nate „Cole“ dazu, sich noch einmal für June zu interessieren. Als „Cole“ aus der Hypnose erwacht, schreiend wegläuft und ein Pantomime sich vor vielen Menschen über June lustig macht, bekommt sie die Unterstützung des alleinstehenden Johanns. Johann bietet ihr eine kostenlose zahnärztliche Behandlung an.
Nate sieht Johann als Konkurrenten um Cristabel an. Als arbeitsloser Kunsthistoriker und Durchschnittsmann hält er sich gegenüber dem vielfach talentierten Johann für chancenlos. Sein eifersüchtiges Verhalten führt dazu, dass er von Cristabel einen Laufpass bekommt. Er trifft sich mit der mittlerweile verschönten June in Freundschaft. Sie verspricht, sich bei Cristabel für ihn einzusetzen. Als es zum ersten Kuss zwischen beiden kommt, ist Nate so überrascht, dass sich June beleidigt fühlt.
Nate wird auf Cristabels Party eingeladen. June ist fest entschlossen trotz seiner fehlenden Liebe mit Johann zu schlafen. Nach dem erfolgreichen Bestehen einiger Charaktertests ist Cristabel schließlich bereit, mit Nate zu schlafen. Als Nate in Junes Zimmer Kerzen sucht und seine Trost-Valentinskarte aus der ersten Klasse entdeckt, entschließt er sich für sie. June ändert zeitgleich ihre Absicht, mit Johann zu schlafen und verlässt ihn. Beide treffen sich nahe Johanns Haus und Nate macht ihr eine Liebeserklärung.

## Kritik
„Teenager-Komödie als Vehikel für die schauspielernde Hotelerbin Paris Hilton, die ihrem jugendlichen Klientel einige inszenatorische und schauspielerische Unverfrorenheiten zumutet.“

The Hottie & the Nottie – Liebe auf den zweiten Blick befindet sich auf Platz 6 der IMDb-Liste der 100 schlechtesten Filme (Stand: März 2025).

## Auszeichnungen
Paris Hilton bekam die Goldene Himbeere 2009 als schlechteste Hauptdarstellerin. Christine Lakin, Joel Moore und Paris Hilton bekamen als schlechtestes Leinwandpaar die Goldene Himbeere 2009. Der Film wurde auch jeweils für die Rubriken schlechtester Film, schlechteste Regie und schlechtestes Drehbuch nominiert.